# Rolodex

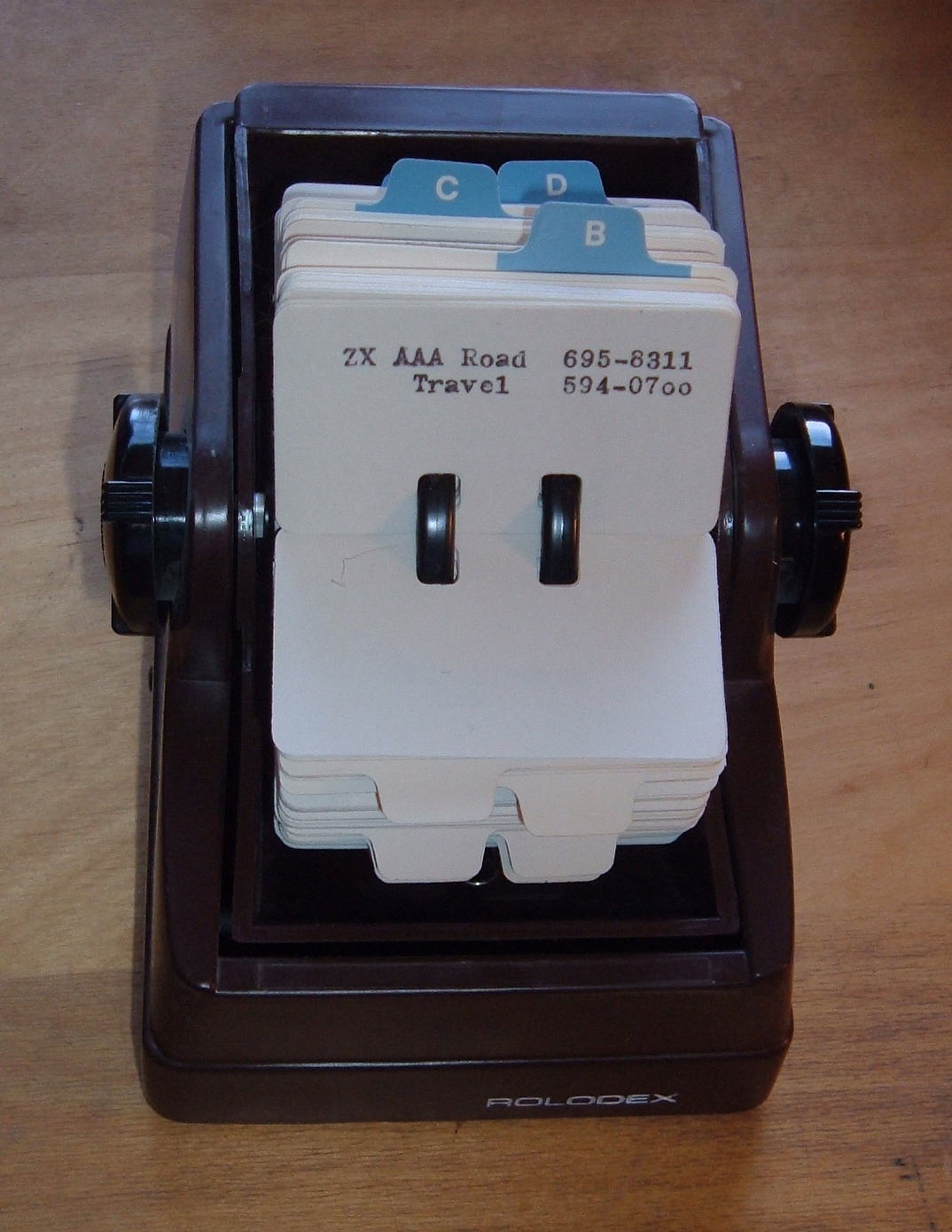
Un fitxer Rolodex utilitzat a la dècada de 1970

Un Rolodex és un arxivador rotatiu amb targetes tallades amb un encaix, que s'utilitza per emmagatzemar informació de contacte empresarial. El seu nom, un acrònim de les paraules rolling i index, s'ha generalitzat una mica (normalment com rolodex) per a qualsevol organitzador personal que faci aquesta funció, o com a metònim per al total de contactes comercials acumulats d'un individu. En aquest ús, generalment ha arribat a descriure un efecte o característica de la xarxa del món petit dels inversors d'una empresa, consell d'administració, o el valor dels contactes d'un CEO, o en l'estructura organitzativa. El fitxer Rolodex és prou icònic com a moble comercial omnipresent que s'ha exposat a l'Smithsonian.

## Història
El Rolodex va ser inventat l'any 1956 per l'enginyer danès Hildaur Neilsen, l'enginyer en cap de l'empresa d' Arnold Neustadter Zephyr American, un fabricant de papereria a Nova York. Sovint se li atribueix a Neustadter haver-lo inventat. Comercialitzat per primera vegada el 1958, va ser una millora d'un disseny anterior anomenat Wheeldex . Zephyr American també va inventar, fabricar i vendre l' Autodex, un directori telefònic accionat per molla que s'obria automàticament a la lletra seleccionada; Swivodex, un tinter que no va vessar; Punchodex, una perforadora de paper; i Clipodex, una ajuda d'oficina que s'enganxa al genoll d'un taquígraf. Neustadter es va retirar i es va vendre a una empresa més gran el 1970.

## Imatges

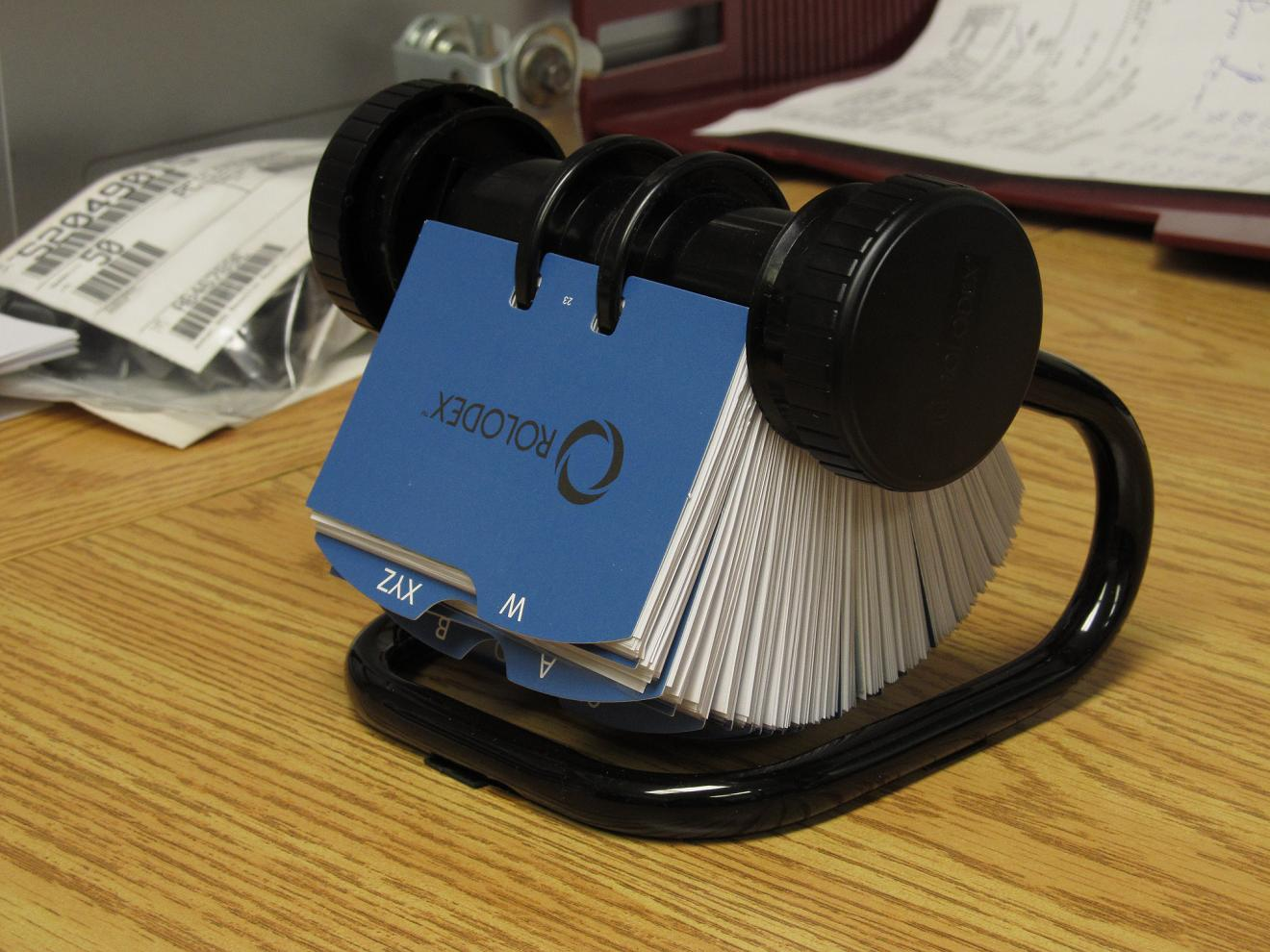
Arxiu rotatiu de targetes de visita Rolodex 67236
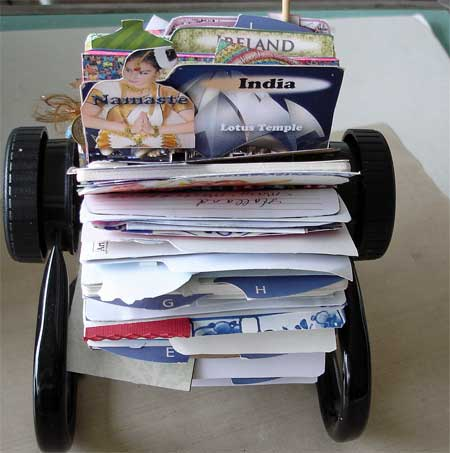
Un rolodex decoratiu
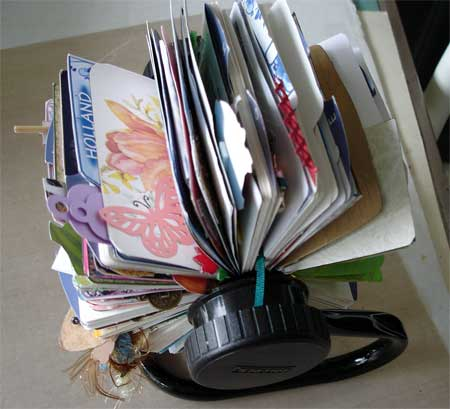
Un rolodex decoratiu
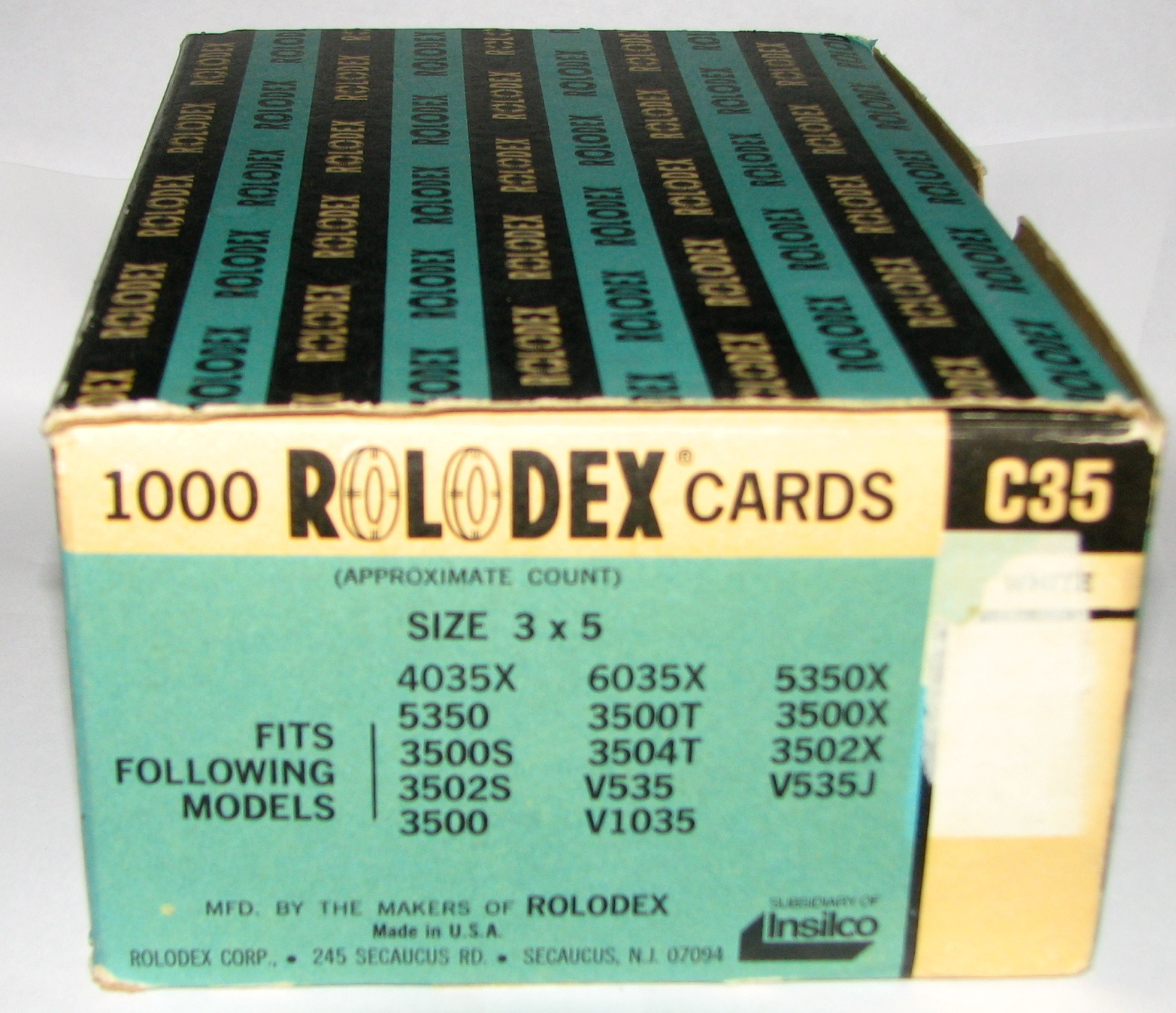
Caixa de recanvi de targetes Rolodex
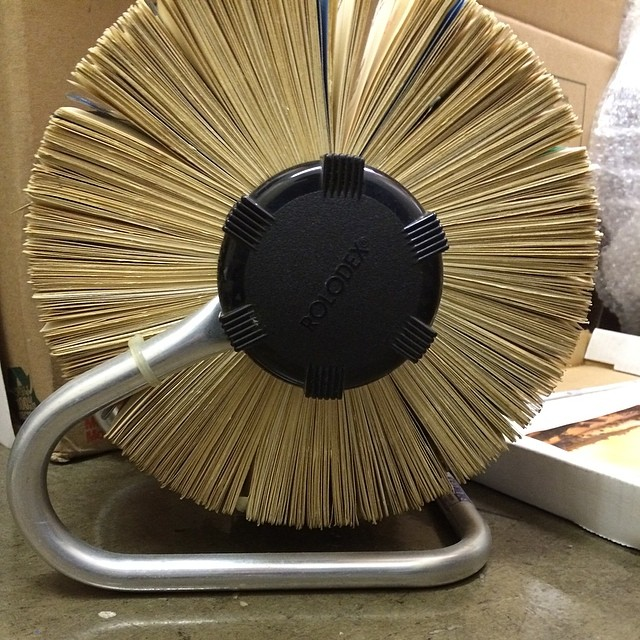
Un gran rolodex ple vist des del costat